# Grilo-de-sela-da-estrela
O grilo-de-sela-da-estrela (Ctenodecticus lusitanicus) é um inseto que habita unicamente na região da Serra da Estrela, em prados a partir dos 1000-1100 metros.